# Locaciones en Summer Bay

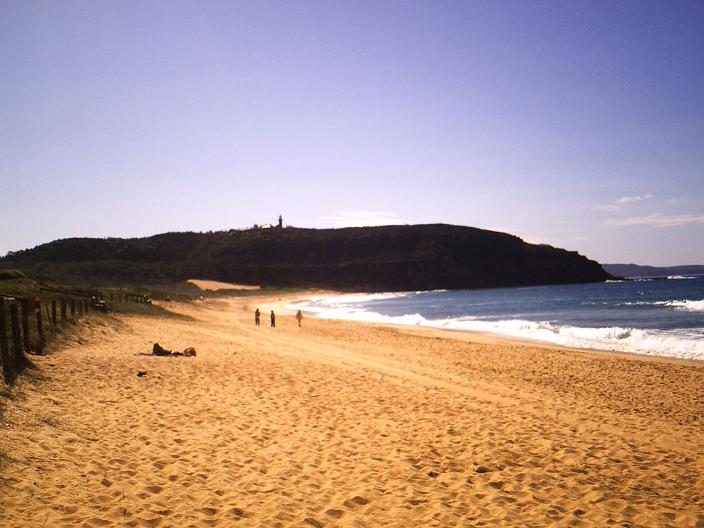
Palm Beach, Sídney, Australia

Summer Bay es una pequeña ciudad costera ficticia en Nueva Gales del Sur de la serie australiana Home and Away, que nos muestra la vida, muerte, amores, felicidad y corazones rotos de los residentes de Bay. Palm Beach al norte de Sídney es utilizada para filmar escenas en el exterior. 

## Lugares dentro de Summer Bay

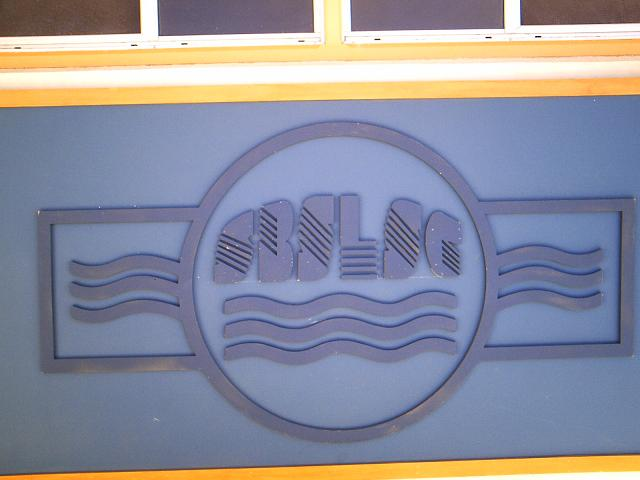
Símbolo del Surf Club

### Summer Bay Surf Life Saving Club
Anteriormente se llamaba The Surf Club, es la tienda de Surf de Summer Bay la cual tiene un centro de Rescate, varios personajes han trabajado como socorristas y otros han competido en el surf.

#### Gelato (Quiosco)
Es un pequeño quiosco de helados y batidos ubicado en la planta baja del área principal del nuevo Summer Bay Surf Life Saving Club. En esta zona del club también se encuentra una pequeña área en la esquina para hacer ejercicios la cual sistutuye el Summer Bay Super Bods, el cual tuvo que cerrar debido a problemas financieros. 
En esta área también se encuentra una boutique que vende cosas de surf, skateboarding, artículos de moda, revistas y una mesa de billar. Actualmente es propiedad de Alf Stewart.
Anteriormente en su lugar se encontraba Noah's Juice Bar el cual estaba situado junto al Surf Club y servía para que los jóvenes se reunieran, relajaran y socializaran, también servía como centro de fiestas y votaciones. Originalmente los propietarios eran los recién casados Noah Lawson y Hayley Smith, pero después de la muerte trágica de Noah el bar pasó a llamarse "Noah's Bar", más tarde la propiedad cambio de propietarios después de que Hayley se mudara a Francia con Scott Hunter y su hijo. El dueño de Noah's fue Alf Stewart de 1987 hasta el 2010 y su nieta Martha Holden del 2005 al 2010. Tras ser acusado falsamente del asesinato de Penn Graham, Alf fue arrestado, pero después de que se descubriera la verdad y que Alf era inocente este salió y decidió renunciar a su trabajo. En el 2011 John Palmer fue el dueño y Alf regresó de nuevo a Gelato como el dueño, Marilyn Chambers trabajó un tiempo durante el 2010. V.J. Patterson trabajó ahí desde 2015 a 2017.
| Actor            | Personaje   | Puesto        | Duración              |
| ---------------- | ----------- | ------------- | --------------------- |
| Ray Meagher      | Alf Stewart | Propietario   | 2010, 2011 - presente |
| Shane Withington | John Palmer | Copropietario | 2010 - presente       |

#### Salt (Restaurante)
Es el nuevo restaurante de la bahía que Angelo Rosetta abrió en el 2010 y lo nombró "Angelo's", después de haber sido dado de baja de la policía. El restaurante se encuentra arriba del nuevo Summer Bay Surf Life Saving Club. Poco después de su inauguración Indigo obtuvo un trabajo, pero luego obtuvo un trabajo en el Pier Diner. Luego April Scott trabajó ahí en el 2010, ese mismo año Darryl Braxton se convirtió en copropietario del restaruante y del 2011 al 2015 en el único propietario después de la partida de Angelo a principios del mismo año. Xavier Austin trabajó ahí en el 2011 entregando pizza, Indigo Walker como mesera en el 2012, Casey Braxton como repartidor del 2011 al 2013 y Liam Murphy trabajó ahí como Barman y gerente desde el 2011 hasta el 2013. Heath Braxton trabajó del 2011 al 2014, mientras que Phoebe Nicholson fue mesera ahí en el 2014. Kyle Braxton trabajó primero como repartidor y luego se convirtió en el copropietario del 2013 hasta el 2016 junto a Ricky Sharpe. Maddy Osborne trabajó como mesera del 2015 hasta el 2016 así como Jeanie Woods. Phoebe Nicholson fue gerente y mesera del 2014 al 2017.
En el 2016 Brody Morgan compra el restaurante y le cambia el nombre a "Salt". 
| Actor           | Personaje    | Puesto             | Duración        |
| --------------- | ------------ | ------------------ | --------------- |
| Jackson Heywood | Brody Morgan | Propietario y Chef | 2016 - presente |

#### Summer Bay Body & Soul
En el 2013 Indigo Walker y su esposo Romeo Smith decidieron abrir un gimnasio abajo del Surf Club el cual llamaron "Summer Bay Body & Soul", sin embargo poco después de haber abierto Romeo decidió irse de la bahía luego de descubrir que tenía cáncer avanzado. En noviembre del mismo año Indi decide irse de la bahía y deja el negocio en las manos de Casey Braxton (2013 - 2014) y Heath Braxton (2013 - 2014). Chris Harrington trabajó brevemente en el gimnasio ese mismo año. Después de la muerte de Casey, su hermano Darryl Braxton compró el gimnasio en memoria de su hermano. Andy Barrett, Spencer Harrington, Maddy Osborne y Billie Ashford (2015, 2016 - 2017).

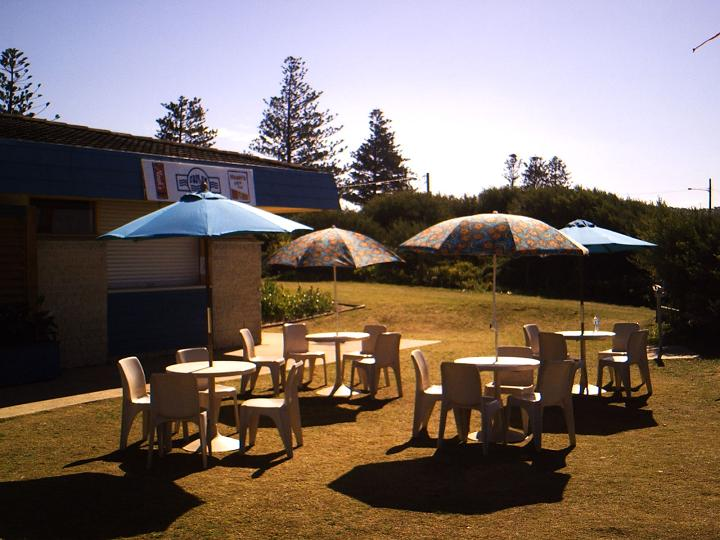
Parte exterior del Dinner

### Pier Diner
Es la tercera y más reciente remodelación del "Diner" (anteriormente conocida como Bayside y Beachside Diner (este se destruyó durante un terremoto en el 2008)), actualmente es propiedad de Leah Patterson-Baker e Irene Roberts. Colleen Stewart trabajó como mesera desde 1999 hasta el 2012, Xavier Austin trabajó ahí brevemente. Belle Taylor trabajó ahí por un tiempo, pero murió debido a un tumor. Roman Harris quien era parte dueño dejó Summer Bay, también han trabajado ahí Xavier Austin, Aden Jefferies, Indigo Walker, Sasha Bezmel, Skye Peters y Chris Harrington. 
En el 2010 durante el día de Australia una revuelta ocurrió en el Pier Diner, lo que resultó en que el Diner quedara sumamente dañado por el incendio; poco después el Pie Dinner fue completamente remodelado. Ruth Stewart trabajó como mesera del 2010 al 2017.
| Actor           | Personaje              | Puesto                   | Duración                                 |
| --------------- | ---------------------- | ------------------------ | ---------------------------------------- |
| Lynne McGranger | Irene Roberts          | Propietaria y Camarera   | 1992 - 1995, 2005 - presente             |
| Ada Nicodemou   | Leah Patterson-Baker   | Copropietaria y Camarera | 2000 - 2007 2008 - 2012, 2015 - presente |
| Emily Symons    | Marilyn Chambers       | Mesera                   | 1989, 19995, 2011 - presente             |
| Raechelle Banno | Olivia Fraser Richards | Mesera                   | 2015 - presente                          |
| Jackson Heywood | Brody Morgan           | Chef                     | 2017 - presente                          |

### Otras Locaciones en Summer Bay

#### The Bait Shop
Es la tienda local de Bay y propiedad de Alf Stewart, quien había sido dueño de uno de los anteriores antes de que se quemara. Iba a ser un negocio entre Alf y su nieto Ric Dalby, pero Ric dejó Bay para ir a la universidad con Matilda Hunter. Bridget trabajó en la tienda hasta que fue arrestada, Hugo Austin trabajó ahí en el 2009. Will Smith trabajó ahí en el 2010 y Denise Miller del 2014 hasta el 2015.
En el 2016 después de mudarse a la bahía y haber salvado a Alf mientras sufría un paro cardíaco Justin Morgan comienza a trabajar como gerente en el Bait Shop mientras Alf se recupera luego de sufrir un derrame. Scarlett Snow trabajó ahí en el 2017, Desde 2016 Hunter King trabaja ahí.
| Actor       | Personaje   | Puesto      | Duración        |
| ----------- | ----------- | ----------- | --------------- |
| Ray Meagher | Alf Stewart | Propietario | 2008 - presente |
| Scott Lee   | Hunter King | Empleado    | 2016 - presente |

#### Northern Districts Hospital (Yabbie Creek)
Es el hospital más cercano a Summer Bay, el cual se mudó cerca de Yabie Creek luego del terremoto. En el han trabajado los doctores Rachel Armstrong, Lachlan Fraser, James Fraser, Flynn Saunders Kelly Watson, Charlotte Adams y Nate Cooper (2013 - 2017), y las enfermeras Julie Cooper, Gloria, Eve Jacobsen, Sam Tolhurst, Erica y Sarah.
- Personal/Empleados.:

| Actor           | Personaje    | Puesto                       | Duración        |
| --------------- | ------------ | ---------------------------- | --------------- |
| Penny McNamee   | Tori Morgan  | Doctora / Jefa de Emergencia | 2016 - presente |
| Orpheus Pledger | Mason Morgan | Practicante de Medicina      | 2016 - presente |

#### Summer Bay Auto
Es el nuevo garaje abierto por Andy Barrett y Martin Ashford en el 2016 con la ayuda de Katarina Chapman. Poco después Andy y Ash aceptan a Matt Page como aprendiz. Poco después el garaje es destrozado bajo las órdenes de Dylan Carter, sin embargo logran arreglarlo. Andy se fue de la bahía en julio del 2016. Matt Page trabajó ahí como aprendiz de mecánico del 2016 al 2017.
- Personal/Empleados.:

| Actor         | Personaje            | Puesto        | Duración        |
| ------------- | -------------------- | ------------- | --------------- |
| George Mason  | Martin "Ash" Ashford | Copropietario | 2016 - presente |
| James Stewart | Justin Morgan        | Mecánico      | 2016 - presente |

#### Summer Bay High School
La escuela local para estudiantes entre 12 y 18 años, muchos de los jóvenes de Bay asisten a ella y los adultos trabajan ahí. También es utilizada como refugio en condiciones climáticas extremas como ciclones; la escuela también ha sido utilizada para mantener como rehenes a varios personajes. Entre algunos de sus antiguos alumnos se encuentran Indigo Walker, Romeo Smith, Nicole Franklin, Casey Braxton, April Scott, Darcy Braxton, Maddy Osbourne, Sasha Bezmel, Spencer Harrington, Oscar MacGuire, Jett James, Matt Page, Evelyn MacGuire, Josh Barrett, Skye Peters, Tabitha Ford, V.J. Patterson, Hunter King, Olivia Fraser Richards y Eloise Page.
- Personal/Empleados.:

| Actor          | Personaje     | Puesto                       | Duración        |
| -------------- | ------------- | ---------------------------- | --------------- |
| Kestie Morassi | Maggie Astoni | Directora de Summer Bay High | 2017 - presente |
| Georgie Parker | Ruth Stewart  | Maestra Auxiliar             | 2017 - presente |

- Estudiantes.:

| Actor              | Personaje       | Puesto     | Grado | Duración        |
| ------------------ | --------------- | ---------- | ----- | --------------- |
| Olivia Deeble      | Raffy Morrison  | Estudiante | 10    | 2016 - presente |
| Anna Cocquerel     | Coco Astoni     | Estudiante | 10    | 2017 - presente |
| Brittany Santariga | Jennifer Dutton | Estudiante | 10    | 2017 - presente |

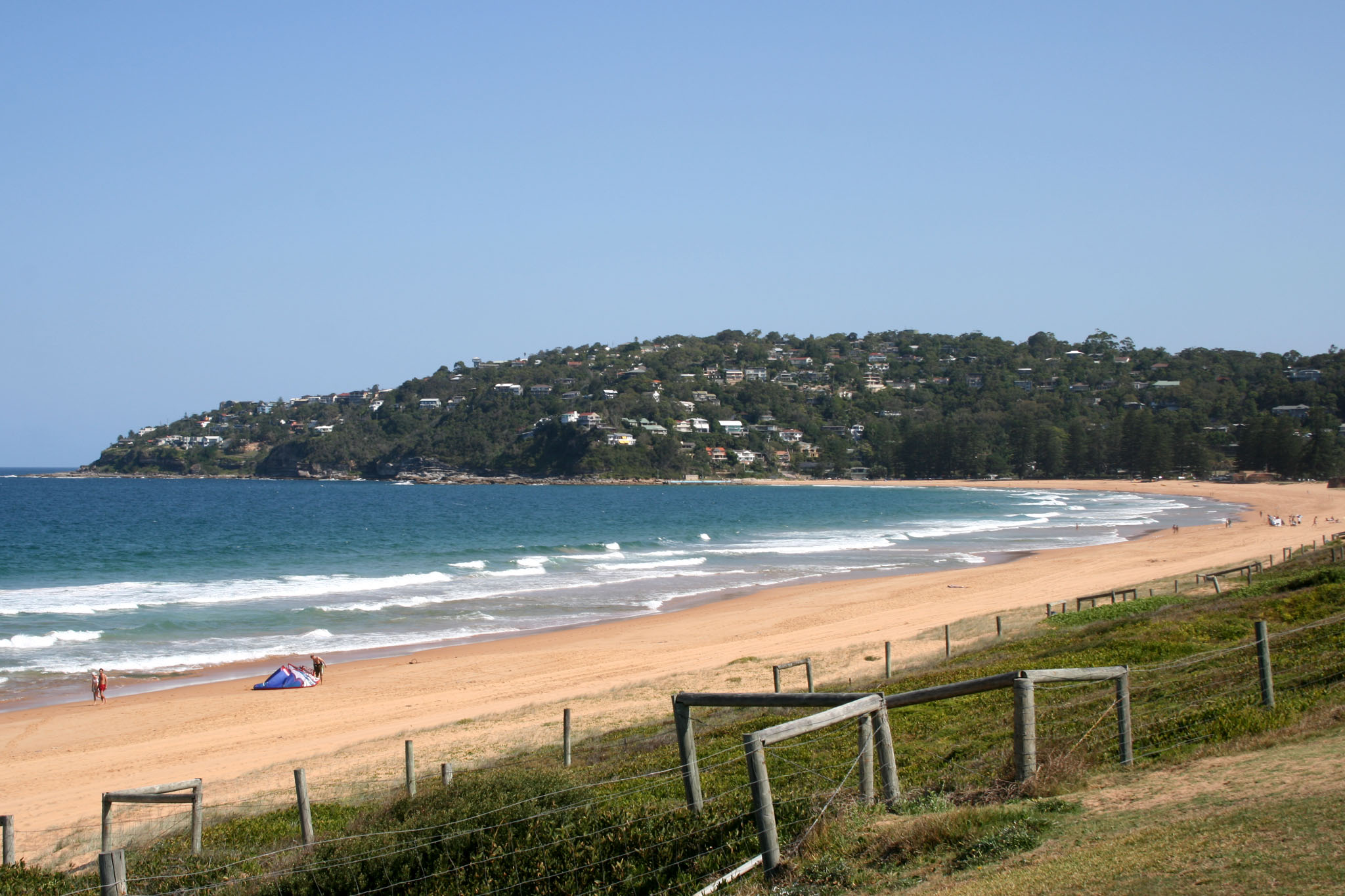
Palm Beach.

- Antiguos Directores.: Walter Bertam, Donald Fisher, Judith Ackroyd, Paris Burnett, Sally Fletcher, Barry Hyde, Brad Armstrong, Martin Bartlett, Gina Austin (2007 - 2009, 2010 - 2013), Bianca Scott (2013 - 2014), Sophie Taylor (2014 - 2015), Greg Snelgrove (2015 - 2016) y Zac MacGuire (2015, 2016 - 2017).
- Antiguos Maestros.: Steven Matheson, Luke Cunningham, Roxanne Miller, Rebecca Nash, Natalie Nash, Dan Baker, Amanda Vale, Miles Copeland dio clase de inglés del 2008 al 2011, Liam Murphy, quien fue maestro de música del 2009 al 2010. Henrietta Brown fue maestra de inglés en el 2012, Bianca Scott dio clases de italiano y francés entre el 2013 y el 2014, Phoebe Nicholson fue maestra de música entre el 2013 y el 2017, y Zac MacGuire fue maestro de inglés y humanidades entre el 2013 y el 2017.
- Antiguos Consejeros: Natalie Davison (2012 - 2013) y Leah Patterson-Baker (2013 - 2015).

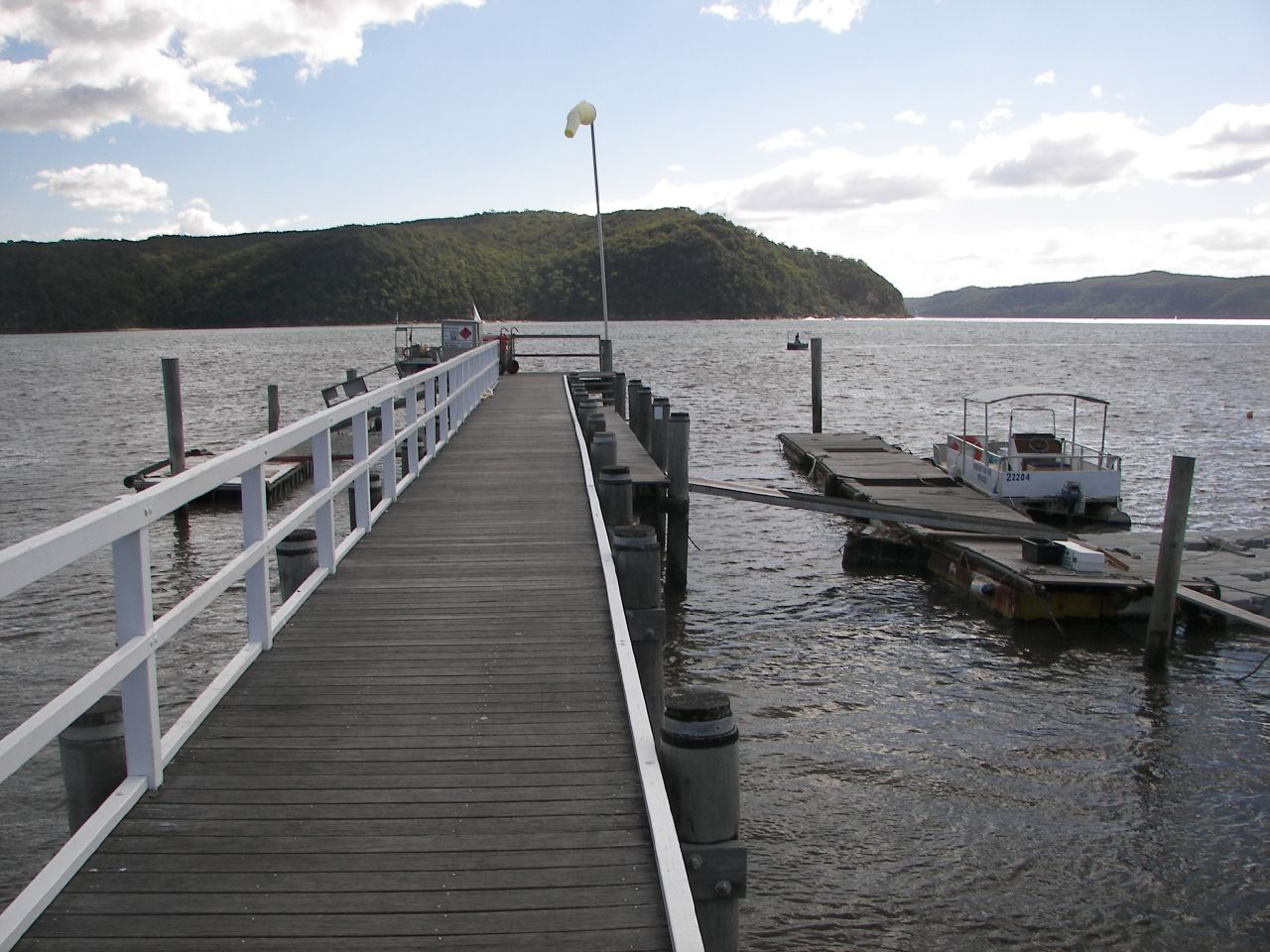
Uno de los muelles de Palm Beach.

- Antiguos Asistentes Administrativos, Consejeros, Asesores y otros miembros docentes.: Pippa Ross, Irene Roberts, Tony Holden, Beth Hunter, Noah Lawson, Jazz Curtis, Kirsty Sutherland y Charlotte King

#### The Beach
La playa es una parte importante de Bay y en torno a ella han sucedido varias historias importantes. Es el principal lugar al aire libre y a menudo es usada para encuentros entre los personajes.

#### St. James Church
La iglesia ha sido usada para bodas y funerales de varios residentes de Summer Bay, con la introducción del nuevo reverendo Elijah Johnson la iglesia se convertido en uno de los lugares centrales de la bahía, durante su estancia en el 2010.

## Antiguas Locaciones

### Summer Bay Super Bods
El gimnasio también está situado junto al Club de Surf. Anteriormente era propiedad de Amanda Vale y dirigido por Tony Holden, ahora Tony es el dueño. Anteriormente Jesse McGregor, Hayley Smith, Kim Hyde e Aden Jefferies trabajaron en él.
Después de la muerte de Beth Hunter, la pareja de Tony Holden, sus hijos usaron la herencia de su madre para comprar el gimnasio para Tony. A finales del 2009 el gimnasio comenzó a sufrir problemas financieros por lo que John Palmer decidió comprar una parte de la empresa, sin embargo desde entonces Tony y John se han enfrentado a problemas de ideas relacionadas con el negocio. Tony Holden fue propietario del lugar del 2005 al 2010, mientras que John Palmer fue copropietario del 2009 al 2010.

### The Trawler
Anteriormente era propiedad de Lou DeBono, el novio de Irene Roberts. Antes de que fuera asesinado en el 2009 le dejó la propiedad a Irene en su testamento. Geoff Campbell e Aden Jefferies trabajaon ahí del 2009 al 2010.

### Fortune Business
Tienda para adivinar la fortuna de la gente que puso Marilyn Chambers en el 2010 afuera del Bait Shop. Algunos de sus clientes han sido Nicole Franklin y Penn Graham.

## Vecindario

### Summer Bay House[6]
La casa originalmente fue propiedad de Alf Stewart, quien vivió ahí con su esposa Martha e hija Roo Stewart. En 1985 Martha se ahogó y Alf y Roo se quedaron en la casa hasta 1988 cuando Alf vendió la propiedad y el Caravan park ha Tom y Pippa Fletcher quienes se mudaron de la ciudad con sus hijos adoptivos, la casa se convirtió en un hogar para  varios niños adoptivos. Tom murió en 1990 y un año después Pippa se casó con Michael Ross y se mudaron; Michael murió en 1996 cuando se ahogó y Pippa quedó viuda otra vez.
En 1998 Pippa decidió mudarse con su nuevo novio, Ian Routledge a Carrington Ranges y dejó a Travis y Rebecca Nash como propietarios de la casa y al cuidado de los demás niños que se quedaron: Sam Marshall, Tiegan Brook y Justine Welles.
Sally Fletcher, una de las hijas adoptivas de Pippa sintió que la casa ya no era suya y se mudó con Jesse McGregor y Vinnie Patterson a la casa de Travis. En 1999 Travis y Rebecca se mudaron a Canadá, Sam se mudó con Donald Fisher y Tiegan se unió a Pippa en Carrington Ranges, la casa fue ocupada por el hermano de Travis, Joel, su esposa Natalie y sus hijos Tom y Gypsy; quienes luego se encargaron del cuidado de Peta Janossi y Rachel McGregor.
En el 2000 la familia se mudó y Pippa regresó para la boda abortada de Sally y Keiran Fletcher y anunció que había vendido la casa a los Sutherland quienes vivieron ahí por cuatro años; hasta que la familia se unió a los Hunter, cuando Rhys Sutherland se casó con Beth, el matrimonio no duró luego de que Rhys regresara con su exesposa Shelley. Beth al no sentirse cómoda en la casa, decidió cambiar de casa con Flynn Saunders y Sally Fletcher y vendió el Caravan Park como una propiedad separada en el 2004.
Después de la muerte de Flynn en el 2006, Alf se mudó de nuevo. En el 2008, Sally se fue de Bay y dejó a su hermano gemelo, Miles Copeland como dueño de la casa y el caravan park. Matilda Hunter quien vivió anteriormente con su familia se mudó de nuevo, luego ella y Ric dejaron la casa cuando se mudaron a Perth. Jai Fernández, un joven huérfano que se mudó con Miles, luego de conocerlo en Phuket. Kirsty Stherland-Phillips y su hijo Ollie, se mudaron a la casa.
Nicole Franklin se mudó con ellos, luego que su padre dejara Bay en junio del 2009. En septiembre del 2009 Romeo Smith un amigo de Jai también se mudó. En octubre del 2009 Jai dejó Bay con Annie Campbell para ir de intercambio de estudiantes a Japón. Una semana después Kirsty y Ollie dejaron Bay con su madre Shelly después que Kirsty perdiera al hijo que esperaba con Miles al sufrir un aborto involuntario.
A su regreso a Summer Bay en el 2010 Alf invitó a Marylin a mudarse con ellos y ella aceptó. Ese mismo año cuando la madre de Romeo, Jill Carpenter llegó a la bahía Alf la invitó a mudarse con ellos y aceptó, pero más tarde Jill se fue de Bay, dejando a Romeo devastado. 
Más tarde ese mismo año la hija de Alf, Ruth Stewart llegó a Summer Bay después de vivir casi por más de 20 años en la ciudad de Nueva York, y su padre la invitó a vivir con él. Más tarde ese mismo año Marilyn se mudó con Sid. Después de que la hermana de Alf, Morag regresara a la bahía a finales del 2010 se mudó a la casa. En el 2011 Ruth se mudó con Angelo, sin embargo más tarde regresó. Más tarde ese mismo año Marilyn se mudó a la casa, mientras que Nicole se mudó de Sumemr Bay y Romeo se mudó a otra casa con su nueva esposa, Indi: ese mismo año Miles se mudó. Después de la muerte de su madre en el 2012 Ruby se muda con Alf pero se va más tarde.
Residentes Actuales:
| Actor          | Personaje              | Duración                                  |
| -------------- | ---------------------- | ----------------------------------------- |
| Ray Meagher    | Alf Stewart            | 1962 - 1988, 2006 - presente              |
| Georgie Parker | Ruth Stewart           | 1970 - 1988, 2010 - 2015, 2017 - presente |
| Ada Nicodemou  | Leah Patterson - Baker | 2015 - presente                           |
| Lukas Radovich | Ryder Jackson          | 2017 - presente                           |

### Summer Bay Caravan Park
En 1998 Alf vendió el Caravan Park a Tom y Pippa Fletcher, luego se convirtió en propiedad de Travis y Rebecca Nash, luego el hermano de Travis, Joel Nash y su familia se mudaron a la casa, en el 2000 los Sutherland se volvieron en los propietarios, cuando Rhys se divorció de Beth Hunter esta al no sentirse cómoda vendió la casa y el caravan park por separado. En el 2005 Pippa compró le Caravan Park a Tasha Andrews para su hija Sally y Flynn Saunders quienes se encargaron del cuidado de Ric Dalby y Cassie Turner. Luego de que Sally dejara Summer Bay la casa paso a manos de su hermano Miles Copeland.
Penn Graham vivió en una casa rodante afuera del Caravan Park en el 2010, En el 2011 Elijah Johnson se mudó con Collen y poco después se fue, ese mismo año Liam se mudó a la casa pero más tarde se mudó luego de casarse con Bianca.
Después de vivir en la casa desde 1975 Colleen se mudó de la bahía dejando el caravan en el 2012. Ese mismo año Ruby Buckton, Natalie Davison y Danny Braxton se mudaron, pero poco después Ruby se fue. Más tarde Danny murió luego de recibir un disparo. Natalie Davison se fue luego de mudarse con Leah. En el 2014 Andy Barrett y Josh Barrett se mudaron con los Braxton.
En el 2015 la nueva oficial de policía de la bahía, Katarina Chapman, se mudó a una de las caravanas, sin embargo poco después se muda. Hunter King vive ahí brevemente pero también se muda en el 2016. Martin Ashford vivió ahí entre el 2014 y el 2017.

### Beach House[8][9]
Ha habido varios lugares que se utilizan como la casa de playa, su mayor participación se dio entre 1990 y 1999, aquí fue donde Selina fue secuestrada por Saul el día de su boda. Actualmente está ocupada por Irene Roberts y con ella vive Ruby Buckton. Anteriormente vivieron con ella Geoff Campbell antes de decidir irse de Bay para convertirse en misionero y su hermana menor Annie Campbell quien se mudó de nuevo para irse a estudiar a Japón. Poco después de que Gina Austin las sacara de su casa, Irene les ofreció un lugar para vivir a Bianca y April Scott. Más tade cuando Will Smith y su hija Lily regresaron a la bahía se mudaron con Irene. Liam Murphy se mudó en el 2012 cuando se casó con Bianca pero más tarde ese mismo año se mudó cuando se separaron. 
Residentes Actuales:
| Actor           | Personaje              | Duración                     |
| --------------- | ---------------------- | ---------------------------- |
| Lynne McGranger | Irene Roberts          | 1993 - 2009, 2009 - presente |
| Raechelle Banno | Olivia Fraser Richards | 2015 - presente              |
| Scott Lee       | Hunter King            | 2017 - presente              |
| George Mason    | Martin Ashford         | 2017 - presente              |

### 13 Harley Road[10]
En el 2016 los hermanos Morgan se mudaron a la casa junto a su perro Buddy. Poco después su media hermana Raffy Morrison se mudó con ellos.
Residentes Actuales:
| Actor           | Personaje      | Duración              |
| --------------- | -------------- | --------------------- |
| Penny McNamee   | Tori Morgan    | 2016 - presente       |
| James Stewart   | Justin Morgan  | 2016 - presente       |
| Jackson Heywood | Brody Morgan   | 2016 - presente       |
| Orpheus Pledger | Mason Morgan   | 2016 - presente       |
| Olivia Deeble   | Raffy Morrison | 2016, 2017 - presente |

### The Farmhouse[11]
La calle de la propiedad es 17 Ferry Road. Anteriormente era propiedad del abuelo de Geoff y Annie, Bruce Campbell, pero este murió. En marzo del 2009 Martha MacKenzie compró la finca en honor a su esposo Jack Holden, quien fue asesinado. Geoff Campbell, Aden Jefferies, Xavier Austin, Annie Campbell y Liam Murphy trabajaron ahí. Liam Murphy vivió ahí durante un tiempo en el 2010. Cuando Martha se fue de la bahía en el 2010, la propiedad quedó bajo el mando de su abuelo, Alf Stewart. 
Poco después Tony Holden utilizó una parte de la propiedad para dar clases de boxeo y cuando se fue de Bay con su esposa Rachel Armstrong y su pequeño hijo Harry Holden, para que Rachel tomara un trabajo en un hospital en Boston, Estados Unidos. La granja quedó desabitada.
Una vez que la familia Walker regresó a Summer Bay en junio del 2010, Sid Walker le alquiló la casa a Alf y se mudó con sus dos hijos. Más tarde ese mismo año Sid le compró la propiedad a Alf. Poco después Sid invitó a su novia Marilyn a mudarse con él y sus hijos la aceptaron rápidamente. En el 2011 Indigo se mudó a otra casa con su nuevo esposo, Romeo; mientras que Marilyn después de que se terminara su relación con Sid decidió mudarse del hogar. Más tarde ese mismo año Indi y Romeo regresaron, y poco después a la familia se les unió Sasha Bezmel, la hija ilegítima de Sid y media hermana de Indi y Dex. En noviembre del 2013 Dex y April deciden mudarse a París luego de casarse e Indi se muda para viajar por Europa. En el 2013 Zac se mudó con sus sobrinos, pero se fue en el 2014, dejando la granja en manos de Hannah Wilson.
Residentes Actuales:
| Actor          | Personaje     | Duración        |
| -------------- | ------------- | --------------- |
| Rohan Nichol   | Ben Astoni    | 2017 - presente |
| Kestie Morassi | Maggie Astoni | 2017 - presente |
| Sophie Dillman | Ziggy Astoni  | 2017 - presente |
| Anna Cocquerel | Coco Astoni   | 2017 - presente |

- Antiguos Propietarios: Bruce Campbell, Martha MacKenzie Holden (2009 - 2010) y Alf Stewart (2010). Tony Holden utilizó por un tiempo una parte de la propiedad para dar clases de boxeo.

### 31 Saxon Avenue[12]
Antiguamente era la casa de los Hunter, también fue hogar de los Holden y de Angelo.
Cuando los Holden llegaron a Summer Bay en el 2005 se mudaron la casa que se encontraba a lado de la de los Hunters. Ambas casas aparecieron por primera vez en el 2005 y están una al lado de otra. Después de que Tony comenzara una relación con Beth y Lucas con Matilda, ambos se mudaron con los Hunters y Jack se quedó en su antigua casa con Martha. Luego de la muerte de Beth, Tony quedó devastado, más tarde se casó con la doctora Rachel Armstrong y esta se mudó  la casa en el 2008, un año después le dieron la bienvenida a su primer hijo juntos Harry Holden. 
En agosto del 2010 Tony, Rachel y Harry mudarse de Summer Bay para que Rachel tomara un trabajo en un hospital en Boston, Estados Unidos. Actualmente se encuentra desocupada. Después de que Angelo ocaupara la casa, Charlie y Ruby se mudaron con él, pero más tarde cuando Angelo y Charlie terminaron, ambas se mudaron de nuevo con Leah, durante ese tiempo la casa era conocida como "Buckton-Rosetta Hoouse".
En el 2011 Ruth vivió ahí por un corto período de tiempo y Angelo se fue de la bahía, poco después Liam Murphy, Romeo Smith, Indigo Walker-Smith se mudaron y más tarde se fueron. Poco después Darryl, Heath y Casey Braxton se mudaron, después se les unió Kyle Braxton pero después decide mudarse. Martin Ashford vivió en la residencia en el 2014 y el 2016.

### 33 Saxon Avenue[13]
Antiguamente conocida como "The Pad", la casa de los Holden y la casa de los Austin-Palmer.
Fue vista por primera vez en el 2005, cuando los Holden llegaron a Summer Bay y está al lado de los Hunter. Desde que Tony y Lucas se mudaron con los Hunter la casa es conocida como "The Bachelor Pad" ("La Casa del Soltero"). Actualmente la hermana de Tony, Gina Austin vive en ella, Xavier el hijo menor de Gina se mudó luego de que su madre lo echara de la casa luego de pelear por el novio de esta, John Palmer. Más tarde Gina permitió que Bianca Scott y su hermana menor April Scott se mudaran con ella después de que estas tuvieran problemas con la casa que rentaban, pero pocos días después debido al estrés que se daba en la casa las hecho. Más tarde a finales del 2010 después de que Gina y John Palmer se casaron, John se mudó a la casa. Xavier Austin se fue en julio del 2012 después de que decidiera mudarse a Goulburn para terminar su entrenamiento como policía. Gina murió en abril del 2013.
Residentes Actuales:
| Actor            | Personaje               | Duración        |
| ---------------- | ----------------------- | --------------- |
| Shane Withington | John Palmer             | 2010 - presente |
| Emily Symons     | Marilyn Chambers-Palmer | 2014 - presente |

### Pier Flat
En el 2016 Maddy Osbourne vivió ahí brevemente antes de dejar la bahía con su madre.
| Actor      | Personaje        | Duración        |
| ---------- | ---------------- | --------------- |
| Pia Miller | Katarina Chapman | 2017 - presente |
| Jake Ryan  | Robbo            | 2017 - presente |

### 12 James Street[14]
Antiguamente conocida como la casa de los Nash, Leah's House y 6 James Street.
Escondida en la calle Avalon se encuentra la casa de Leah Patterson, quien ha vivido ahí por los últimos 8 años. Aunque no se ve con mucha frecuencia, la casa ha aparecido para algunas escenas importantes: en el 2000 fue el lugar donde Joel y Natalie Nash decidieron darle una segunda oportunidad a su matrimonio, también en el 2004 fue el lugar donde Noah Lawson fue asesinado por Sarah Lewis, después de que esta corriera hacia la entrada y apuntara su arma a Dani Sutherland. Actualmente está ocupada por Leah, su hijo VJ y la policía Charlie Buckton. En el 2011 después de que Miles comenzará a salir de nuevo con Leah, este se mudó con ella. En el 2012 Leah invitó a Natalie Davison a mudarse. En noviembre del mismo año Leah y V.J. deciden irse de viaje.
En agosto del 2015 Hunter King accidentalmente quemó la casa.

## Antiguas residencias

### Field House
En el 2011 vivieron ahí durante un tiempo Liam Murphy, Bianca Scott y April Scott.

### Hotel
En el 2013 cuando Nate Cooper llega ala bahía decide irse a un hotel, más tarde ese mismo año Andy Barrett renta un departamento en el mismo hotel.

### Angelo's Old Apartment
En el 2009 durante un tiempo May Stone vivió en el apartamento mientras tenía una relación con Angelo. Angelo vivió ahí del 2008 al 2010.

### The Townhouse Apartment
Antiguos residentes
- Brad Armstrong, Tamsyn Armstrong y Heather Armstrong vivieorn ahí en el 2007. Roman Harris vivió en ella del 2007 al 2009. Martha Holden y Ross Buckton vivieron ahí en el 2008. Nicole Franklin y Morag Stewart vivieron ahí entre el 2008 y el 2009. David "Gardy" Gardner y Belle Taylor vivieron ahí en el 2009. Liam Murphy vivió ahí entre el 2009 y el 2010; y finalmente Aden Jefferies entre el 2008 y el 2010.

## Lugares afuera de Summer Bay

### Mangrove River
Es un suburbio cercano a Summer Bay, a menudo era mencionado al inicio de la serie. Tug O'Neale vivió ahí y asistió a la escuela hasta los 10 años, luego se cambió a la Summer Bay High. En el 2008 el río Mangrove River fue mencionado cuando Nicole Franklin hizo una fiesta e invitó a algunos residentes de ahí, en el 2009 fue apareció de nuevo cuando David "Gardy" Gardener obligó a Roman Harris a robar en algunas casas. 
En el 2011 Mangrove River se mencionó de nuevo debido a la llegada de tres de sus antiguos residentes Darryl, Heath y Casey Braxton. Su banda los "River Boys" son enemigos de otra llamada, "Jake Pirovic Gang", también proveniente de Magrove. Su playa principal para surfear es Wilson's Beach.
En el 2013 cuando la escuela de Mangrove River se incendia la directora de Summer Bay High, Bianca Scott deja a varios de los estudiantes de Mangrove asistir a Summer Bay: entre ellos a Matt Page y a la maestra Jade Montgomery.

### Yabbie Creek
Yabbie Creek es el vecindario más cercano a Summer Bay, donde varios personajes van a cenar, comprar o ver una película.
- Yabbie Creek Police Station - La estación de policía más cercana a Summer Bay. Esta fue usada con frecuencia cuando Nick Parrish vivía en Bay, después de su partida, solo se veía en ocasiones cuando Joel Nash se convirtió en el principal policía. La estación comenzó a verse con más regularidad cuando apareció el "acechador de Bay" y comenzó a aterrorizar a los residentes en el 2004 en donde el detective Peter Baker trabajó en el caso. Algunos antiguos miembros de la estación fueron los sargentos Bob Barnett, Chris Hale, Darren McGrath y Ken Harper, las alguaciles Terri Garner, Pia Corelli, el inspector Mike Carter, el detective mayor Robert Robertson, la detective de policía Doogie Graves, la sargento Lara "Fitzy" Fitzgerald y el alguacil Jack Holden y las oficiales Jaclyn Albergoni y Charlie, Patrick Avery y los sargentos Georgina Watson y Mike Emerson (2012 - 2016).

| Actor                     | Personaje        | Puesto                        | Duración        |
| ------------------------- | ---------------- | ----------------------------- | --------------- |
| Michele-Antonio Mattiuzzi | Neal Stevenson   | Oficial de la Policía         | 2011 - presente |
| Don Halbert               | David Joyce      | Superintendente de la Policía | 2011 - presente |
| John-Paul Jory            | Ben Murray       | Oficial de la Policía         | 2012 - presente |
| Pia Miller                | Katarina Chapman | Oficial de la Policía         | 2015 - presente |
| Nicholas Cassim           | Phillip McCarthy | Sargento de la Policía        | 2016 - presente |

- Yabbie Creek University - Es la universidad local de Yabbie Creek, algunos de sus antiguos estudiantes han sido Noah Lawson, Hayley Smith-Hunter, Dani Sutherland, Irene Roberts, Indigo Walker asistió para su último año en empresas, Dexter Walker para su segundo año de enfermería y April Scott para su primer año en medicina.
- Yabbie Creek High School - Ric Dalby asistió a ella antes de que fuera expulsado al igual que Nick Smith que fue expulsado de Summer Bay High por un tiempo cuando fue acusado de acosar sexualmente a Angie Russell, todo se aclaró luego. En los primeros años la escuela tenía una rivalidad con Summer Bay High.
- Northern Districts Hospital - el hospital más cercano a Summer Bay, el cual se movió durante el terremoto. Actualmente trabajan ahí la doctora Rachel Armstrong y las enfermeras Julie Cooper y Nurse Gloria. Algunos de los antiguos trabajadores fueron las doctoras Kelly Watson y Charlotte Adams, los doctores Lachlan Fraser, James Fraser y Flynn Saunders, la enfermera Eve Jacobsen y Sam Tolhurst.
- Yabbie Creek RSL Club - Alf Stewart ha atendido a varias funciones ahí y Colleen Smart asistió ahí en el 2002 para asistir a los jugadores anónimos.

## Otras ciudades
- Reefton Lakes - un suburbio cercano al Reefton Lakes High. En el 2010 Angelo Rosetta lo mencionó cuando le dijo a su novia Charlie que la llevaría ahí. Lakes apareció nuevamente en el 2012 cuando Darryl braxton peleó ahí.
- Sydney - comúnmente conocida como "La Ciudad"; es la capital de Nueva Gales del Sur y a menudo es vista en el programa cuando los residentes de Bay van de visita.
- Melbourne - es la capital de Victoria, apareció por primera en el 2009 cuando Melody Jones huyó de casa y vivió en las calles de Melbourne, Miles Copeland y Charlie Buckton la estaban buscando.